# Lucenay-l'Évêque

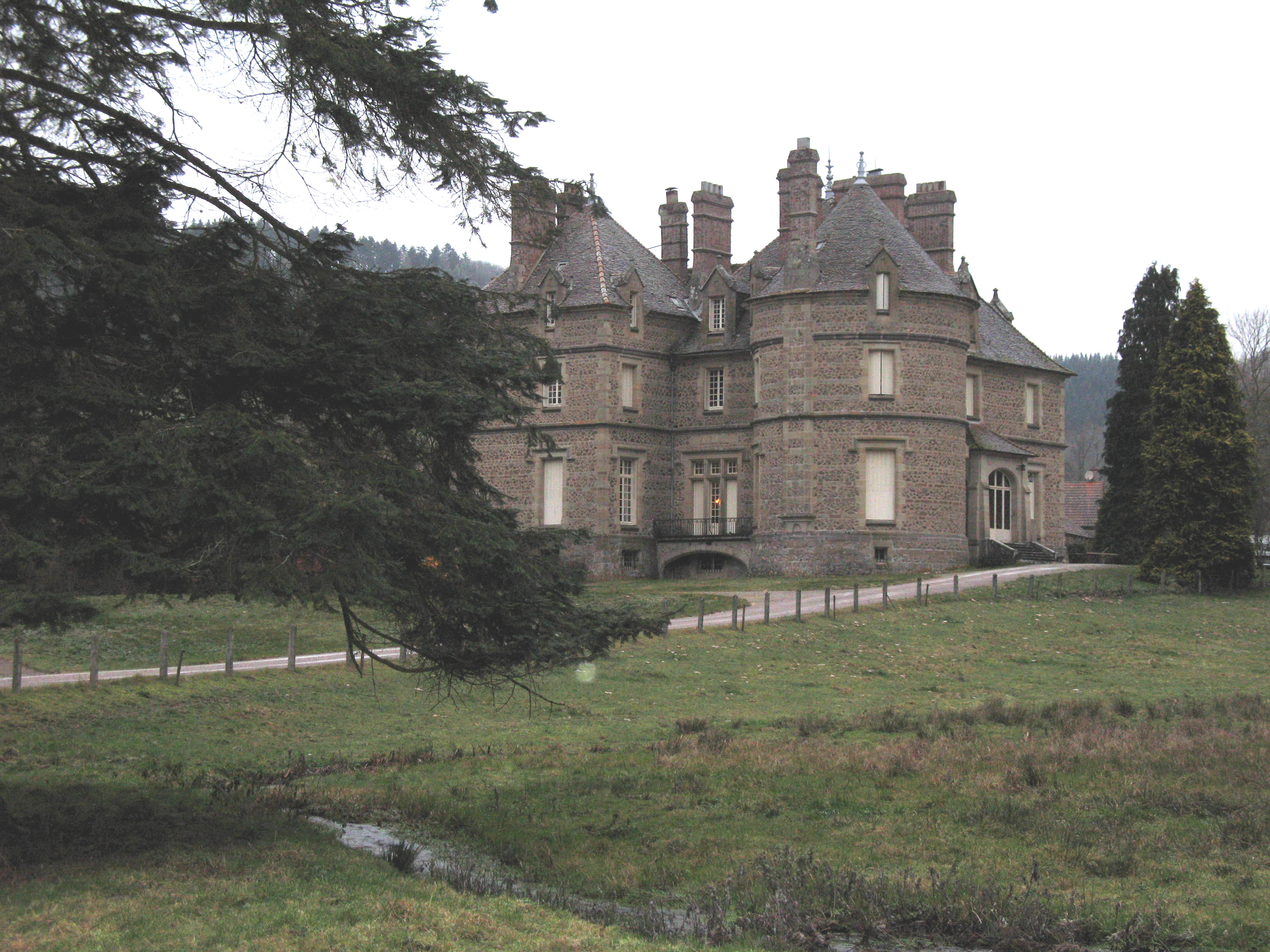
Kasteel

Lucenay-l'Évêque is een gemeente in het Franse departement Saône-et-Loire (regio Bourgogne-Franche-Comté) en telt 385 inwoners (1999). De plaats maakt deel uit van het arrondissement Autun.

## Geografie
De oppervlakte van Lucenay-l'Évêque bedraagt 25,6 km², de bevolkingsdichtheid is 15,0 inwoners per km².
De onderstaande kaart toont de ligging van Lucenay-l'Évêque met de belangrijkste infrastructuur en aangrenzende gemeenten.

## Demografie
Onderstaande figuur toont het verloop van het inwonertal (bron: INSEE-tellingen).